# Tetrastigma subsuberosum
Tetrastigma subsuberosum är en vinväxtart som beskrevs av Jules Émile Planchon. Tetrastigma subsuberosum ingår i släktet Tetrastigma och familjen vinväxter. Inga underarter finns listade i Catalogue of Life.